# 福岡沖縄県事務所
福岡沖縄県事務所（ふくおかおきなわけんじむしょ）は、1940年代に福岡県福岡市に置かれた沖縄県庁の事務を継承した組織。
沖縄県では、九州各地に疎開した沖縄県民の世話のため、福岡に仮事務所を置いていた。1945年6月に島田叡知事らが自決し、アメリカ軍の軍政下におかれたことで、沖縄県庁は事実上活動を停止した。
そのため、7月に内務省は正式に「福岡沖縄県事務所」を設置した。県知事代理には、出張で沖縄戦の難を逃れた沖縄県内政部長が任命された。しかし1948年にGHQの命令で廃止された。沖縄県民の戸籍事務は沖縄関係戸籍事務所が担当することになった。
このときをもって1972年の沖縄返還まで日本の地方公共団体としての沖縄県は制度上廃止された。